# Hemiergis quadrilineatus
Hemiergis quadrilineatus — вид сцинкоподібних ящірок родини сцинкових (Scincidae). Ендемік Австралії.

## Поширення і екологія
Hemiergis quadrilineatus мешкають в прибережних районах на південному заході Західної Австралії, від Національного парку Лесьюр до Басселтона. Вони живуть на піщаних дюнах, порослих евкаліптами і банксіями, та на прибережних пустищах, трапляються в садах і поблизу людських поселень.